# Brutus (Miquel Àngel)
Brutus és un bust en marbre, realitzat el 1539-1540 per l'escultor Miquel Ángel Buonarroti; es troba al Museu Nazionale del Bargello, a Florència.
Encàrrec rebut mitjançant el seu amic Donato Giannotti per al cardenal Niccolo Ridolfi, té una mesura de 74 cm d'alçada sense comptar la base. Obra relacionada amb els busts romans de l'època de Caracal·la, manté aquesta escultura una gran solemnitat i potència, al lleuger inacabat del rostre que contrasta més fortament pels grans plecs de la toga, completament acabats i polits. L'expressió del rostre amb els músculs tensos es reforça en la poderosa torsió del cap.
Va ser adquirida entre els anys 1574 i 1584 pel gran duc Francesc I de Mèdici, i se li va afegir al pedestal una cartel·la amb els versos latins: "Dum Bruti effigiem sculptor de marmore ducit - in mentem sceleris venit et abstinuit".